# Ventura Rodríguez

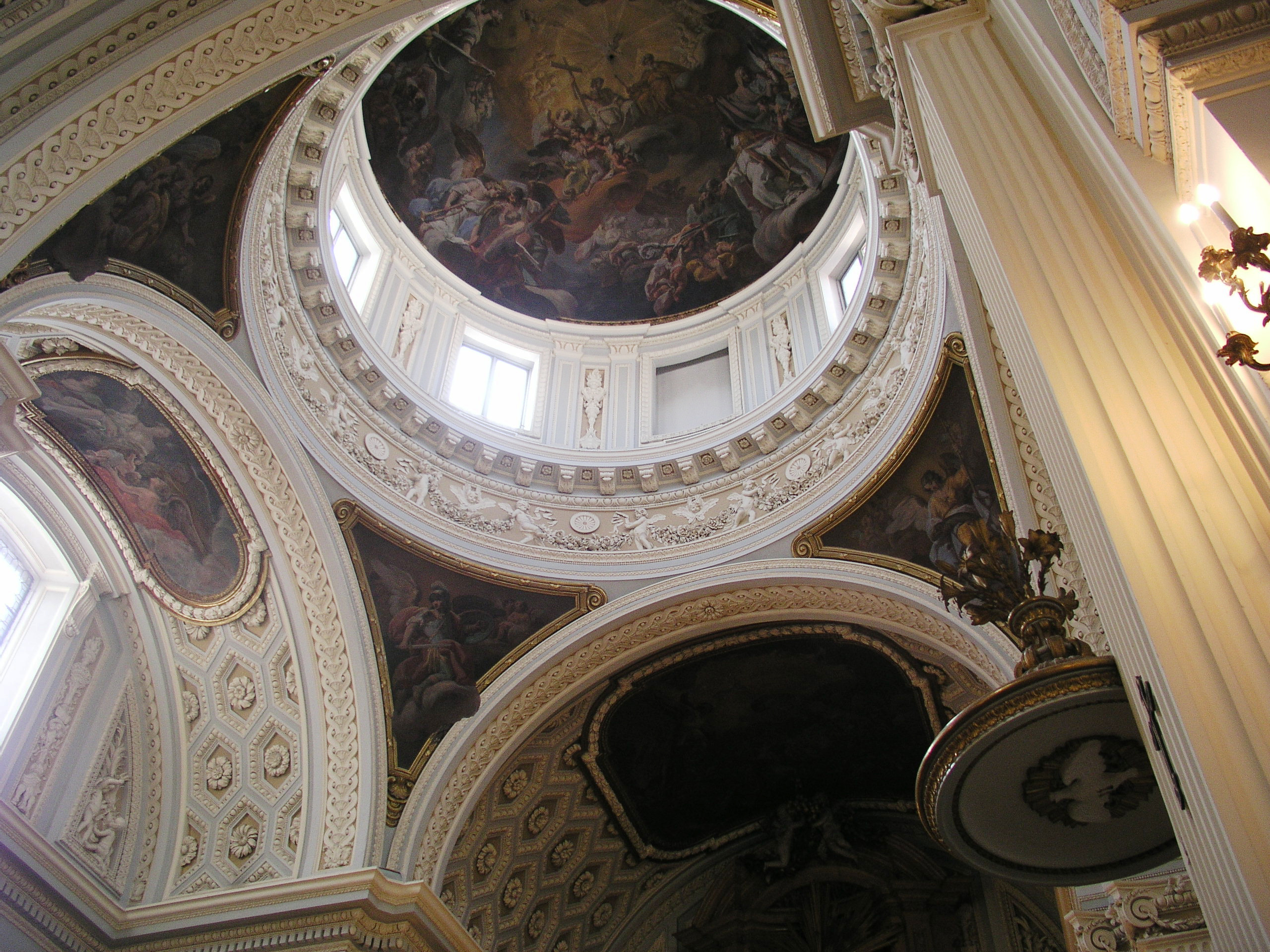
Cúpula da irgeja do em Madrid, uma obra de Ventura Rodríguez

Buenaventura Rodríguez Tizón, conhecido como Ventura Rodríguez (Ciempozuelos, Comunidade de Madrid, 14 de julho de 1717 — Madrid, 26 de agosto de 1785) foi um arquiteto espanhol do século XVIII, que, a par de Juan de Villanueva, é considerado o principal arquiteto espanhol do seu tempo e o último do barroco. A sua trajetória situa-se  entre duas grandes correntes artísticas: o barroco e o neoclassicismo do iluminismo europeu.

## Biografia e obra
Ventura Rodríguez era filho de Antonio Rodríguez, professor de arquitetura e mestre de obras, e de Jerónima Tizón, residentes em Ciempozuelos, nos arredores de Madrid, membros de uma família de larga tradição nessa localidade. O historiador Fernando Chueca Goitia (1911–2004) estudou o contexto familiar na obra “El padre de don Ventura Rodríguez”, onde salienta que Antonio Rodríguez era um mestre de obras notável, como se comprovaria na Ermida da Nossa Senhora da Saúde em Borox (Toledo).
Enquanto ajudou o seu pai, Ventura Rodríguez provou ter grande inclinação e habilidade para o desenho, pelo que não tardou em arranjar ocupação como desenhador dos engenheiros franceses que dirigiam as obras (Marchand y Brachelieu). Durante a preparação da transferência da corte para Aranjuez, o arquiteto Filippo Juvarra (encarregado do projeto do Palácio Real de Madrid) viu croquis de Ventura Rodríguez e solicitou ao rei que o requisitasse para o seu serviço como desenhador. O arquiteto italiano tornou-se então o professor de Rodríguez e, quando morreu em 1736, o seu sucessor à frente do projeto do palácio real, Giovanni Battista Sacchetti, mantém o jovem ao seu serviço. Em 1741 tinha já o cargo de segundo encarregado de obras do palácio real.
Apesar da sua formação não incluir uma viagem a Itália, Ventura Rodríguez logrou adquirir um profundo conhecimento da arquitetura de Gian Lorenzo Bernini e Francesco Borromini através das estampas que circulavam entre os arquitetos da corte e dos estudos e reinterpretações dos seus mestes. Herdeiro, portanto, da escola de Roma, foi depurando os seus gostos barrocos para seguir uma linha mais herreriana. Em 1747 foi nomeado académico de mérito da Academia de São Lucas de Roma.
Em 1749 conseguiu um trunfo importante quando o rei Fernando VI escolheu o seu projeto para a construção da capela do Palácio Real de Madrid, preferindo-o ao do próprio Giovanni Battista Sacchetti, de quem Ventura era então ajudante. Entre esse ano de 1749 e 1753 construiu a igreja paroquial de São Marcos, com uma planta de cinco elipses sucessivas (surpreendente pela inversão de valores, a articulação assimétrica dos espaços e a ressonância das suas abóbadas elípticas e um fachada de ordem colossal flanqueada por antecorpos curvos que formam um átrio côncavo. Em 1752 foi nomeado diretor dos estudos de arquitetura da Real Academia de Belas-Artes de São Fernando.
Em 1750 foi encarregado da remodelação e conclusão da Basílica do Pilar de Saragoça. Os projetos anteriores de Felipe Busiñac, Felipe Sánchez e Francisco Herrera, o Moço não satisfaziam as três exigências do cabido: distância conveniente do rio Ebro, orientação apropriada e alinhamento do templo em consonâncias com o olhar da Virgem. O hábil projeto de Ventura satisfez esses requisitos e, desta forma, o arquiteto registou um dos seus maiores sucessos. Sugeriu a solução do alojamento e traçou o desenho arquitetónico da capela da Virgem, um templete de planta quadrilobada à base de setores circulares e abóbada elipsoidal. É precisamente nesta capela que se dá a transição do estilo barroco para o neoclássico, manifestando-se este último na decoração do interior do templo.
O cabido da Catedral de Cuenca reclamou os seus serviços para erigir um "transparente" (janela de vidros que ilumina e adorna o fundo de um altar) que rivaliza com o construído por Narciso Tomé na Catedral de Toledo. Rodríguez situou-o num deambulatório gótico, de forma que resplandecesse graças à iluminação posterior e indireta, por meio da qual se conseguem efeitos espetaculares.
Entre 1755 e 1767 realizou a requintada decoração interior da igreja do Mosteiro Real da Encarnação em Madrid, com claras reminiscências dos modelos do barroco romano, a sua fonte de inspiração favorita.